# Javier Portillo
Javier García Portillo (Aranjuez, 30 marzo 1982) è un ex calciatore spagnolo, di ruolo attaccante.

## Biografia
Da una relazione con Laura Ortíz, figlia del primo azionista dell'Hércules, nell'ottobre del 2012 nasce il suo primo figlio, Tiago.
La nascita di Tiago ebbe importanti conseguenze sulla vita sportiva di Portillo, in quanto il suocero fece forti pressioni per riportare ad Alicante il calciatore, ceduto al Las Palmas nel luglio del 2011.

## Carriera
Dalla stagione 1994-1995 milita nelle giovanili del Real Madrid, entrando nella prima squadra nella stagione 2001-2002: in quell'anno totalizza 23 presenze, realizzando 15 gol. L'anno seguente, non trovando più spazio nel Real Madrid, viene ceduto in prestito alla Fiorentina: qui segna un gol in 11 presenze e il 13 gennaio torna al Real Madrid; l'anno successivo viene prestato al Bruges, in Belgio. La stagione successiva passa ai neo-promossi del Gimnàstic de Tarragona, dove gioca 33 partite e segna 11 gol; la squadra si piazza all'ultimo posto in classifica e retrocede. Successivamente disputa due stagioni e mezza nell'Osasuna, con cui ha rescisso il proprio contratto il 29 dicembre 2009.
Nel 2010 firma un triennale con l'Hércules, squadra neopromossa nella massima serie spagnola con la quale retrocederà a fine anno.
Il 26 luglio 2011 rescinde il contratto con l'Hércules e si accasa al Las Palmas. Nonostante abbia firmato un biennale, dopo pochi mesi decide di accordarsi col club per rescindere il contratto, facendo ritorno all'Hércules il 2 agosto 2012 e firmando un triennale. Quest'ultimo trasferimento è però frutto di polemiche: Portillo aveva infatti intrapreso una relazione con Laura Ortíz, figlia del maggiore azionista dell'Hércules, il quale aveva chiesto al presidente di riprendere il calciatore sotto la volontà della figlia e contro il parere del direttore sportivo Sergio Fernández, accusato di screditare il calciatore; nonostante i media e Fernández sostengano che Portillo sia tornato ad Alicante per la figlia del presidente, quest'ultimo nega. Ne nasce un conflitto interno tra il presidente e Fernández, che si conclude a dicembre con il licenziamento dell'allenatore della società Juan Carlos Mandiá per i risultati negativi e con il licenziamento di Fernández, reso ufficiale nel marzo del 2013, ma che in realtà risale a mesi prima (nessuno aveva rimpiazzato Fernández, che era rimasto effettivamente in carica ma non lavorava) proprio per il "caso Portillo". Si ritira dal calcio giocato il 28 dicembre 2015.

## Statistiche

### Presenze e reti nei club
| Stagione           | Squadra            | Campionato         | Campionato | Campionato | Coppe nazionali | Coppe nazionali | Coppe nazionali | Coppe continentali | Coppe continentali | Coppe continentali | Altre coppe | Altre coppe | Altre coppe | Totale | Totale |
| Stagione           | Squadra            | Comp               | Pres       | Reti       | Comp            | Pres            | Reti            | Comp               | Pres               | Reti               | Comp        | Pres        | Reti        | Pres   | Reti   |
| ------------------ | ------------------ | ------------------ | ---------- | ---------- | --------------- | --------------- | --------------- | ------------------ | ------------------ | ------------------ | ----------- | ----------- | ----------- | ------ | ------ |
| 2001-2002          | Real Madrid B      | SDB                | 23+5       | 15+2       | -               | -               | -               | -                  | -                  | -                  | -           | -           | -           | 28     | 17     |
| 2001-2002          | Real Madrid        | PD                 | 0          | 0          | CR              | 0               | 0               | UCL                | 1                  | 1                  | SS          | 0           | 0           | 1      | 1      |
| 2002-2003          | Real Madrid        | PD                 | 10         | 5          | CR              | 6               | 8               | UCL                | 7                  | 1                  | SU+CInt     | 1+0         | 0           | 24     | 14     |
| 2003-2004          | Real Madrid        | PD                 | 18         | 1          | CR              | 7               | 1               | UCL                | 4                  | 0                  | SS          | 1           | 0           | 30     | 2      |
| 2004-gen. 2005     | Fiorentina         | A                  | 11         | 1          | CI              | 6               | 3               | -                  | -                  | -                  | -           | -           | -           | 17     | 4      |
| gen.-giu. 2005     | Real Madrid        | PD                 | 3          | 0          | CR              | 1               | 0               | UCL                | 0                  | 0                  | -           | -           | -           | 4      | 0      |
| Totale Real Madrid | Totale Real Madrid | Totale Real Madrid | 31         | 6          |                 | 14              | 9               |                    | 12                 | 2                  |             | 2           | 0           | 59     | 17     |
| 2005-2006          | Club Bruges        | D1                 | 24         | 8          | CB              | 0               | 0               | UCL+CU             | 6+2                | 2+1                | SB          | -           | -           | 32     | 11     |
| 2006-2007          | Gimnàstic          | PD                 | 34         | 11         | CR              | 2               | 1               | -                  | -                  | -                  | -           | -           | -           | 36     | 12     |
| 2007-2008          | Osasuna            | PD                 | 18         | 2          | CR              | 2               | 0               | -                  | -                  | -                  | -           | -           | -           | 20     | 2      |
| 2008-2009          | Osasuna            | PD                 | 20         | 1          | CR              | 2               | 0               | -                  | -                  | -                  | -           | -           | -           | 22     | 1      |
| 2009-gen. 2010     | Osasuna            | PD                 | 2          | 0          | CR              | 1               | 0               | -                  | -                  | -                  | -           | -           | -           | 3      | 0      |
| Totale Osasuna     | Totale Osasuna     | Totale Osasuna     | 40         | 3          |                 | 5               | 0               |                    | -                  | -                  |             | -           | -           | 45     | 3      |
| gen.-giu. 2010     | Hércules           | SD                 | 16         | 5          | CR              | 2               | 0               | -                  | -                  | -                  | -           | -           | -           | 18     | 5      |
| 2010-2011          | Hércules           | PD                 | 26         | 1          | CR              | 2               | 1               | -                  | -                  | -                  | -           | -           | -           | 28     | 2      |
| 2011-2012          | Las Palmas         | SD                 | 34         | 8          | CR              | 1               | 0               | -                  | -                  | -                  | -           | -           | -           | 35     | 8      |
| 2012-2013          | Hércules           | SD                 | 40         | 17         | CR              | 1               | 0               | -                  | -                  | -                  | -           | -           | -           | 41     | 17     |
| 2013-2014          | Hércules           | SD                 | 38         | 10         | CR              | 0               | 0               | -                  | -                  | -                  | -           | -           | -           | 38     | 10     |
| 2014-2015          | Hércules           | SDB                | 32+4       | 9          | CR              | 1               | 1               | -                  | -                  | -                  | -           | -           | -           | 37     | 10     |
| 2015-2016          | Hércules           | SDB                | 13         | 0          | CR              | 1               | 0               | -                  | -                  | -                  | -           | -           | -           | 14     | 0      |
| Totale Hércules    | Totale Hércules    | Totale Hércules    | 165+4      | 42         |                 | 7               | 2               |                    | -                  | -                  |             | -           | -           | 176    | 44     |
| Totale carriera    | Totale carriera    | Totale carriera    | 371        | 96         |                 | 35              | 15              |                    | 20                 | 5                  |             | 2           | 0           | 428    | 116    |

## Palmarès

### Club

#### Competizioni nazionali
- Campionato spagnolo: 1

Real Madrid: 2002-2003
- Supercoppa di Spagna: 1

Real Madrid: 2003
- Supercoppa del Belgio: 1

Bruges: 2005

#### Competizioni internazionali
- UEFA Champions League: 1

Real Madrid: 2001-2002
- Supercoppa UEFA: 1

Real Madrid: 2002
- Coppa Intercontinentale: 1

Real Madrid: 2002

### Individuale
- Capocannoniere della Coppa del Re: 1

2002-2003 (8 gol)